# Baltimore Bullets 1965-1966
La stagione 1965-66 dei Baltimore Bullets fu la 5ª nella NBA per la franchigia.
I Baltimore Bullets arrivarono secondi nella Western Division con un record di 38-42. Nei play-off persero la semifinale di division con i St. Louis Hawks (3-0).

## Roster
| N° | Naz.                   | Ruolo | Sportivo          | Anno | Alt. | Peso |
| -- | ---------------------- | ----- | ----------------- | ---- | ---- | ---- |
| 8  | Stati Uniti (bandiera) | C     | Walt Bellamy      | 1939 | 211  | 102  |
| 10 | Stati Uniti (bandiera) | G     | Don Ohl           | 1936 | 191  | 86   |
| 11 | Stati Uniti (bandiera) | G     | Johnny Egan       | 1939 | 180  | 82   |
| 11 | Stati Uniti (bandiera) | G     | Thales McReynolds | 1943 | 191  | 84   |
| 12 | Stati Uniti (bandiera) | AC    | Bob Ferry         | 1937 | 203  | 104  |
| 14 | Stati Uniti (bandiera) | GA    | Jerry Sloan       | 1942 | 196  | 88   |
| 15 | Stati Uniti (bandiera) | C     | Bailey Howell     | 1937 | 201  | 95   |
| 20 | Stati Uniti (bandiera) | AC    | Wayne Hightower   | 1940 | 203  | 87   |
| 22 | Stati Uniti (bandiera) | G     | Kevin Loughery    | 1940 | 191  | 86   |
| 24 | Stati Uniti (bandiera) | AC    | Johnny Green      | 1933 | 196  | 91   |
| 24 | Stati Uniti (bandiera) | G     | Willie Somerset   | 1942 | 173  | 77   |
| 25 | Stati Uniti (bandiera) | AC    | Gus Johnson       | 1938 | 198  | 104  |
| 33 | Stati Uniti (bandiera) | A     | Gary Bradds       | 1942 | 203  | 95   |
| 33 | Stati Uniti (bandiera) | GA    | Ben Warley        | 1936 | 196  | 91   |
| 41 | Stati Uniti (bandiera) | AC    | Jim Barnes        | 1941 | 203  | 95   |
| 43 | Stati Uniti (bandiera) | AC    | Red Kerr          | 1932 | 206  | 104  |

## Staff tecnico
- Allenatore: Paul Seymour